# Premio Marconi
Il Premio Marconi (Marconi Prize) è un riconoscimento conferito annualmente dalla Marconi Society di Mountain View (California) che premia le innovazioni nel campo della comunicazione. Il premio include $100.000 e una scultura. Coloro che ricevono il riconoscimento vengono chiamati Marconi Fellows. La società e il premio portano il celebre nome di Guglielmo Marconi, Premio Nobel per la fisica e pioniere della radio.
Il premio contiene una sezione intitolata "Premio Internazionale di Pittura, Scultura e Arte Elettronica" che prevede diversi premi suddivisi nelle differenti discipline artistiche.
Il premio è stato conferito a importanti personalità, tra le quali Lawrence E. Page e Sergey Brin per lo sviluppo di Google, Tim Berners-Lee per la World Wide Web, Charles K. Kao per lo sviluppo della fibra ottica, e Martin Hellman e Whitfield Diffie per lo Scambio di chiavi Diffie-Hellman.
I vincitori del Premio Marconi:
- 1962: Luigi Silori
- 1963: Luca Di Schiena
- 1965: Gianfranco Bettetini
- 1975: James Rhyne Killian
- 1976: Hiroshi Inose
- 1977: Arthur Leonard Schawlow
- 1978: Edward Colin Cherry
- 1979: John Robinson Pierce
- 1980: Yash Pal
- 1981: Seymour Papert
- 1982: Arthur C. Clarke
- 1983: Francesco Carassa
- 1984: Eric Albert Ash
- 1985: Charles K. Kao
- 1986: Leonard Kleinrock
- 1987: Robert Wendell Lucky
- 1988: Federico Faggin
- 1989: Robert N. Hall
- 1990: Andrew J. Viterbi
- 1991: Paul Baran
- 1992: James L. Flanagan
- 1993: Izuo Hayashi
- 1994: Robert E. Kahn
- 1995: Jacob Ziv
- 1996: Gottfried Ungerboeck
- 1997: G. David Forney, Jr.
- 1998: Vinton G. Cerf
- 1999: James L. Massey
- 2000: Martin Hellman e Whitfield Diffie
- 2001: Herwig Kogelnik
- 2002: Tim Berners-Lee
- 2003: Robert Metcalfe e Robert G. Gallager
- 2004: Sergey Brin e Lawrence Page
- 2005: Claude Berrou
- 2006: John M. Cioffi
- 2007: Ronald L. Rivest
- 2008: David N Payne
- 2009: Andrew Chraplyvy e Robert Tkach
- 2010: Charles Geschke e John Warnock
- 2011: Irwin Mark Jacobs
- 2012: Henry Samueli e Jack Keil Wolf
- 2013: Martin Cooper
- 2014: Arogyaswami Paulraj
- 2015: Peter Kirstein